# Хэйдзи
Хэйдзи (яп. 平治 хэйдзи) — девиз правления (нэнго) японского императора Нидзё, использовавшийся с 1159 по 1160 год .

## Продолжительность
Начало и конец эры:
- 20-й день 4-й луны 4-го года Хогэн (по юлианскому календарю — 9 мая 1159);
- 10-й день 1-й луны 2-го года Хэйдзи (по юлианскому календарю — 18 февраля 1160).

## Происхождение
Название нэнго было заимствовано из 2-го цзюаня классического древнекитайского сочинения Ши цзи:「天下於是大平治」.

## События
- 23 января 1159 года (3-й день 1-й луны 1-го года Хэйдзи) — император посетил своего отца[5];
- 19 января — 5 мая 1159 года (9-й — 26-й день 12-й луны 1-го года Хэйдзи) — Смута годов Хэйдзи;

## Сравнительная таблица
Ниже представлена таблица соответствия японского традиционного и европейского летосчисления. В скобках к номеру года японской эры указано название соответствующего года из 60-летнего цикла китайской системы гань-чжи. Японские месяцы традиционно названы лунами.
| 1-й год Хэйдзи (Земляной Кролик)      | 1-я луна       | 2-я луна   | 3-я луна* | 4-я луна* | 5-я луна | 5-я луна* (високосная) | 6-я луна* | 7-я луна   | 8-я луна*   | 9-я луна   | 10-я луна | 11-я луна  | 12-я луна*     |
| ------------------------------------- | -------------- | ---------- | --------- | --------- | -------- | ---------------------- | --------- | ---------- | ----------- | ---------- | --------- | ---------- | -------------- |
| Юлианский календарь                   | 21 января 1159 | 20 февраля | 22 марта  | 20 апреля | 19 мая   | 18 июня                | 17 июля   | 15 августа | 14 сентября | 13 октября | 12 ноября | 12 декабря | 11 января 1160 |
| 2-й год Хэйдзи (Металлический Дракон) | 1-я луна       | 2-я луна   | 3-я луна* | 4-я луна* | 5-я луна | 6-я луна*              | 7-я луна* | 8-я луна   | 9-я луна*   | 10-я луна  | 11-я луна | 12-я луна* |                |
| Юлианский календарь                   | 9 февраля 1160 | 10 марта   | 9 апреля  | 8 мая     | 6 июня   | 6 июля                 | 4 августа | 2 сентября | 2 октября   | 31 октября | 30 ноября | 30 декабря |                |

* звёздочкой отмечены короткие месяцы (луны) продолжительностью 29 дней. Остальные месяцы длятся 30 дней.